# Shimokita-Halbinsel
Die Shimokita-Halbinsel (jap. 下北半島, Shimokita-hantō) ist eine Halbinsel in der Präfektur Aomori am Nordende der Insel Honshū in Japan. 
Die Halbinsel ragt nordwärts in die Tsugaru-Straße, die Honshū von Hokkaidō trennt. Gegenüber liegt die Kameda-Halbinsel der Oshima-Halbinsel. Die Ostküste liegt am Pazifischen Ozean, an der Westküste befinden sich die Aomori-Bucht und die Mutsu-Bucht. 